# Præsidentvalget i USA 1964
Præsidentvalget i USA 1964 var det 45. præsidentvalg i USA's historie.
Valget blev afholdt den 3. november 1964. Den siddende amerikanske præsident Lyndon B. Johnson slog hans republikanske modkandidat Barry Goldwater. Med 61,1% af stemmerne vandt Johnson den største sejr nogensinde siden det stort set ubestridte valg i 1820.
Johnson overtog præsidentembedet efter hans forgænger John F. Kennedys blev myrdet i Dallas, Texas den 22. november 1963
Mens præsidentens valgkamp støttede sig op af hans gennemførelse af Borgerrettighedsloven af 1964 (the Civil Rights Act of 1964), og en række tiltag mod fattigdom i USA, kollektivt kendt som 'the Great Society', støttede Goldwater lav-skat, mindre regering idéen.
Selvom Goldwater støttede tidligere forsøg på at vedtage Borgerrettighedsloven i 1957 og 1960 og sågar den 24th Amendment der ulovliggjorde kopskat, modsatte han sig Borgerrettighedsloven af 1964. Det gjorde han fordi han følte afsnit 2 overtrådte individuel frihed og staternes retligheder.
Lyndon B. Johnson vandt 44 stater og Washington D.C., som ved dette valg afgav 3 valgmænd. Det var første gang at Washington D.C. gav valgmænd ved et valg. Forbundshovedstaden havde fået tildelt 3 valgmænd i valgmandskollegiet, efter vedtagelsen af den 25th Amendment til den amerikanske forfatning den 29. marts 1961. Distriktet fik valgmænd som om det var en stat, for at borgere i Washington D.C. også havde stemmeret til præsidentvalgene. Dog kunne distriktet aldrig få flere valgmænd end den mindst folkerige stat.
 Der er for få eller ingen kildehenvisninger i denne artikel, hvilket er et problem. Du kan hjælpe ved at angive troværdige kilder til de påstande, som fremføres i artiklen.